# Белфорд (Њу Џерзи)
Белфорд (енгл. Belford) насељено је место без административног статуса у америчкој савезној држави Њу Џерзи.

## Демографија
По попису из 2010. године број становника је 1.768, што је 428 (31,9%) становника више него 2000. године.
| Група             | 2000.         | 2010.         |
| Белци             | 1.255 (93,7%) | 1.536 (86,9%) |
| Афроамериканци    | 3 (0,2%)      | 27 (1,5%)     |
| Азијати           | 9 (0,7%)      | 36 (2,0%)     |
| Хиспаноамериканци | 63 (4,7%)     | 143 (8,1%)    |
| Укупно            | 1.340         | 1.768         |